# Evaristo Carvalho
Evaristo do Espírito Santo Carvalho (Santana, 22 ottobre 1941 – Lisbona, 28 maggio 2022) è stato un politico saotomense, presidente del paese, in carica dal settembre 2016 al 2021.
Fu Primo ministro di São Tomé e Príncipe dal luglio all'ottobre 1994 e nuovamente dal settembre 2001 al marzo 2002.
Il 3 settembre 2021, il mandato di Evaristo Carvalho, scade il 5 settembre 2021. Saô Tomé et Principe non ha ancora eletto il suo successore e il secondo turno delle elezioni presidenziali si svolgerà solo il 5 settembre. Una situazione senza precedenti, a causa di una disputa sulla validità dei risultati del primo turno che ha causato il rinvio per due volte dell'organizzazione del secondo turno. Il Parlamento ha quindi votato per estendere il mandato di Everisto Carvalho.